# Wil Fruytier

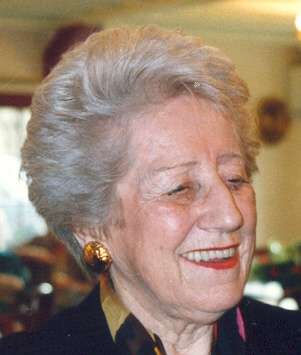
Wil Fruytier

Wil Fruytier, geboren als Wilhelmina Elisabeth Maria van der Lande (14 januari 1915 - Amsterdam, 13 juni 2007) was een Nederlands textielkunstenaar die woonde en werkte te Amsterdam.
Ze was vooral productief tussen 1950 en 1980. Ze geldt als een van de pioniers van de textielkunst. Oorspronkelijk maakte ze geweven gobelins. Het sterkst zijn haar touwkleden gemaakt van ruwe kabels. Ze noemde zich "textielarchitect", omdat ze met haar grote kleden een ruimtelijke creatie beoogde.
In 1961 nam ze met lappendekens deel aan de Biënnale in Venetië.
Haar werk is vertegenwoordigd in de collecties van onder andere: TextielMuseum , de Rijksdienst voor het Cultureel Erfgoed (Amersfoort/Rijswijk), 
Delta Lloyd Amsterdam, TU Eindhoven, Bouwfonds kunstcollectie.  

## Privéleven
Wil Frutier werd geboren op 14 januari 1915 te Deventer als oudste kind in een rooms-katholiek gezin van 7 kinderen. Ze was de dochter van fabrikant-koopman Antonius (Anton) Lebuïnus Maria van der Lande (1890-1981) en Elisabeth Maria Antonia van den Bogaert (1892-1971).  Anton van der Lande leidde onder andere het Helmondse textielbedrijf Hatéma in de jaren dertig. Op haar vijftiende ging Fruytier twee jaar naar het katholieke meisjespensionaat Notre Dame des Anges in Ubbergen. Ze trouwde op 9 november 1940 met de jurist Pieter Fruytier, zoon van Leonardus Albertus Fruytier, vroegere gouverneur van Curaçao. Uit het huwelijk, op 21-12-1966 ontbonden, werden 3 dochters geboren. Vanaf de begin jaren zeventig had Fruytier een latrelatie met architect Ben Kraaijvanger.

## Carrière
In haar jonge jaren tekende en schilderde Wil Fruytier veel. In 1957 begon Fruytier als autodidact met het maken van lappenkleden, waarbij ze in eerste instantie lappen in composities op een ondergrond lijmde. In hetzelfde jaar werd ze gevraagd een lappenkleed te exposeren in de Rotterdamse Kunstkring en dit werd de start van haar carrière. Een opdracht voor het ontwerpen van een gobelin in 1961 bracht haar in contact met het weven. Ze begon te experimenteren met het weven van verschillende materialen, zoals touw, katoen en polypropeen.  
- Biografisch Portaal: 00935679
- Gemeinsame Normdatei: 174368615
- International Standard Name Identifier: 0000 0003 5733 4784
- Nederlandse Thesaurus van Auteursnamen: 135795206
- RKD-Nederlands Instituut voor Kunstgeschiedenis: 29674
- Union List of Artist Names: 500610556
- Virtual International Authority File: 194220299
- WorldCat: E39PBJpv68967Yr9P4WyDrW4bd